# Elzbach
Der Elzbach (auch kurz die Elz genannt) ist ein 58,9 km langer, orographisch linker Nebenfluss der Mosel in Rheinland-Pfalz, Deutschland.

## Geographie

### Verlauf

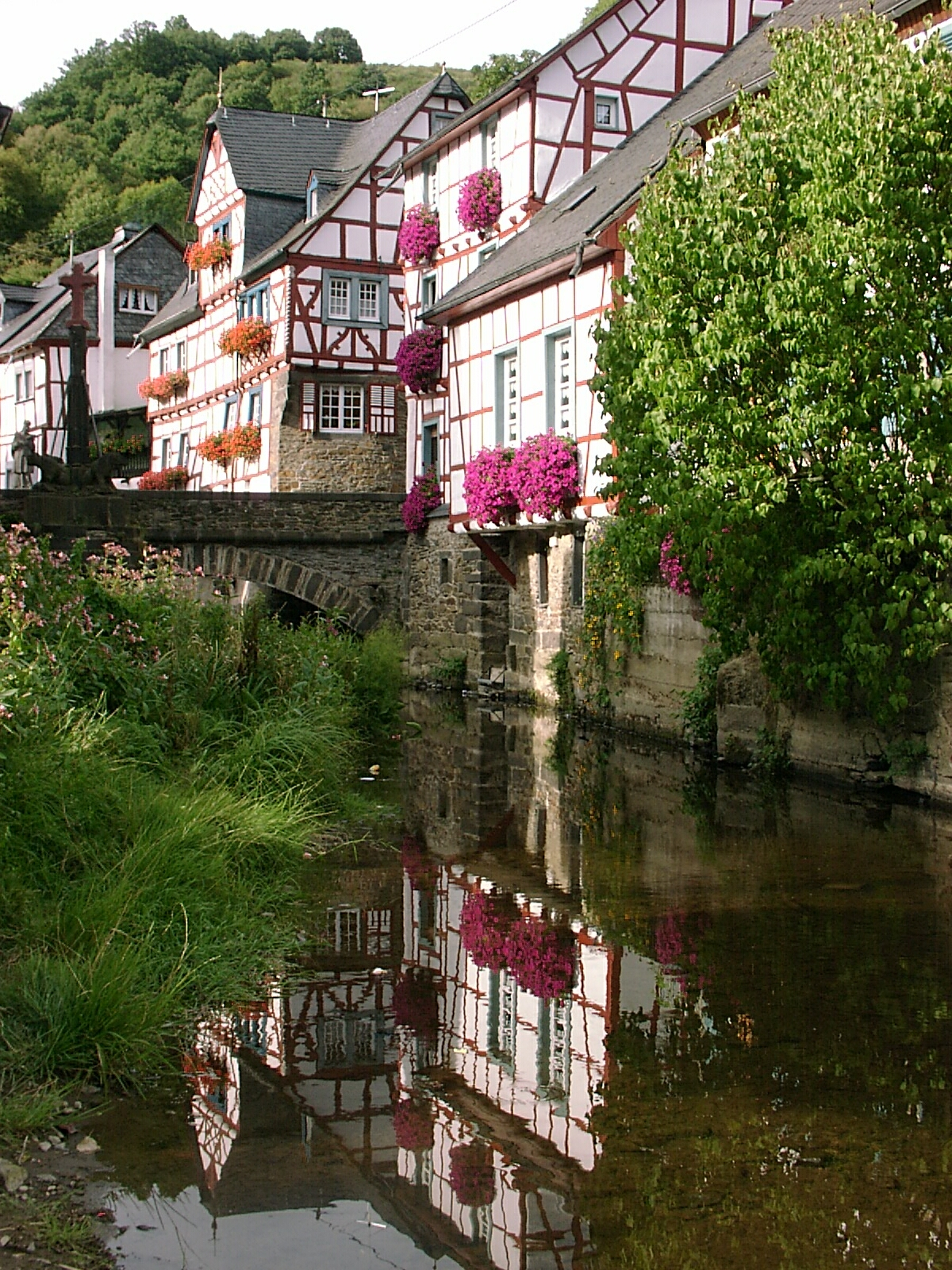
Fachwerkhäuser am Elzbach in Monreal

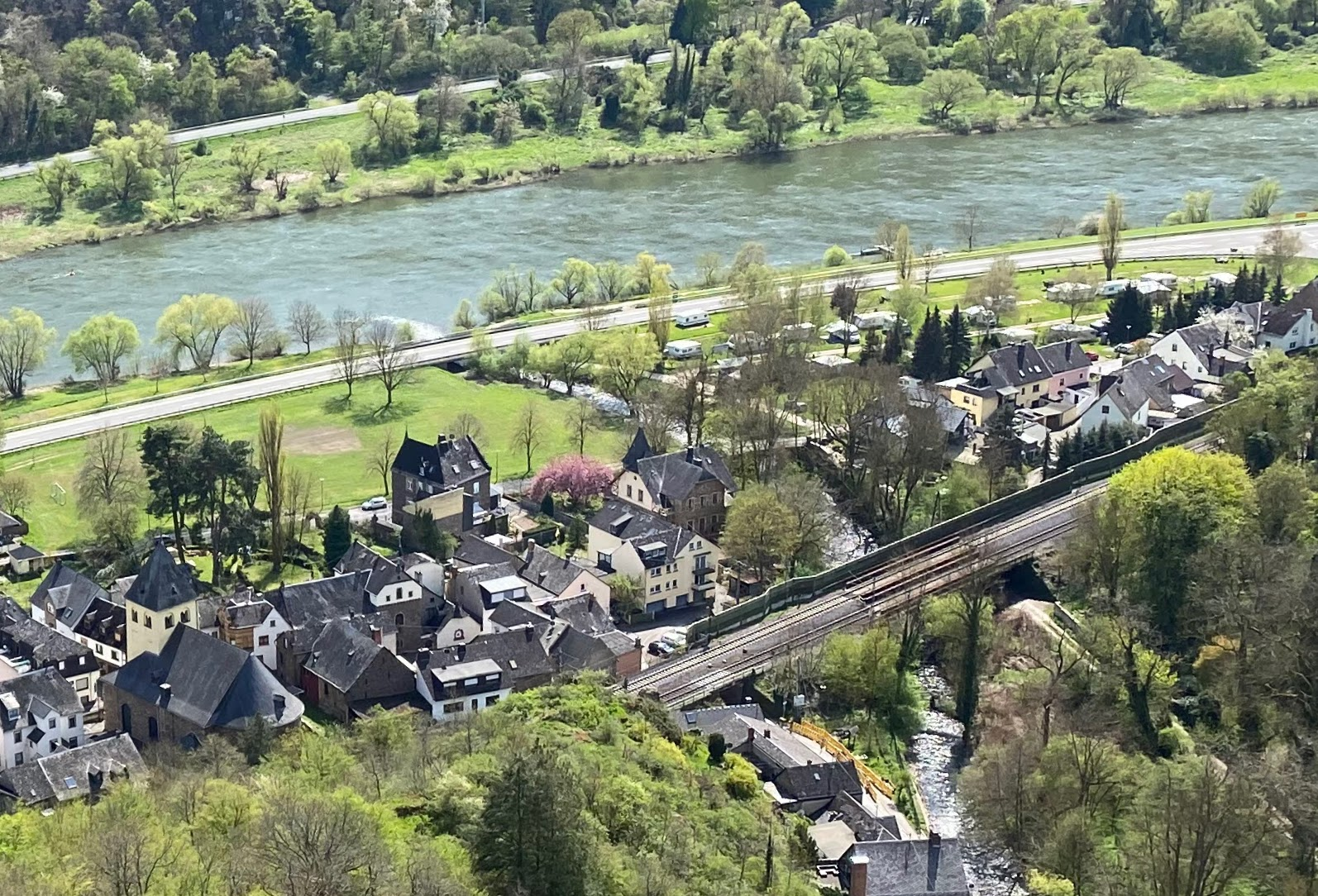
Mündung des Elzbach in die Mosel im Süden von Moselkern

Der Elzbach entspringt in Rheinland-Pfalz in der Hohen Eifel am Hochkelberg (674,9 m ü. NHN) bei Bereborn und fließt in vorwiegend östlicher Richtung zunächst nach Monreal, um dann, sich südsüdöstlich wendend, bei Moselkern in die Mosel zu münden. Bei Kaifenheim wird die Elz von einer 97 m hohen Autobahnbrücke der A48, der Elztalbrücke, überspannt. Im tief eingeschnittenen Unterlauf liegen die Burg Pyrmont mit dem Wasserfall der Elz und auf einem Felsen über einer Schleife die Burg Eltz.
Die Elz trennt im Unterlauf die leicht hügelige Landschaft Maifeld von der Moseleifel. Daher wird die Eifelseite der Elz von den Maifeldern heute noch manchmal „Üver-Elz“ genannt.
Auf dem Weg von der Quelle bis zur Mündung durchläuft oder passiert die Elz die Orte Bereborn, Retterath, Lirstal, Oberelz, Bermel, Niederelz, Monreal, Düngenheim, Kehrig, Kaifenheim, Gering, Kollig, Roes, Pillig, Möntenich, Keldung, Wierschem und Moselkern.

### Zuflüsse
Vom Ursprung zur Mündung. Auswahl.
- Mannebach, von links
- Motzbach oder Wiesenbach, von links
- Greinbach, nach dem rechten Oberlauf auch Wehrbach, von rechts
- Uersfelder Bach, von rechts
- Kapericher Bach, von rechts
- Felberichbach, von links
- Pützbach, von links
- Arbach, von links
- Ahlsbach, von rechts
- Kalenborner Bach, von rechts
- Mimbach, von links
- Wiesbach, von links
- Karbach, von links
- Thürelz oder Thürelzbach, von rechts
- Trillbach, von links
- Schnürenhofbach, von links
- Steinbach, von rechts
- Wüsterather Bach, von links
- Feuerbach, von rechts
- Waldgraben, von rechts
- Klosterbach, von links
- Wohmbach, von rechts
- Schiefergraben, von rechts
- Heilsborn, von links
- Geringer Bach, von links
- Ölmühlgraben, von links
- Wiesengraben, von rechts
- Hüttengraben, von links
- Bodengraben, von rechts
- Wahlbach, von rechts
- Wiesengraben, von rechts
- Möntenicher Graben, von rechts
- Wallerbach, von links
- Fahlbach, von rechts
- Keldunger Bach, von links
- Kleiner Graben, von links
- Ackergraben, von rechts
- Wierschemer Graben, von links
- Filsenfloß, von rechts
- Rotherbach, von rechts
- Österhofbach, von rechts
- Käsbach, von links
- Eltzgraben, von rechts
- Kerner Bach, von links

## Geschichte
Der Name Elz ist vermutlich keltischen Ursprungs. Die Erle, die im Althochdeutschen Els oder Else genannt wird, kommt im Tal der Elz häufig vor. Auch das Quellgebiet des kleinen Flusses, Bereborn in der Eifel, wird In den Erlen genannt.
Die Elz wurde schon von dem römischen Dichter Ausonius im Jahre 372 n. Chr. beschrieben. Der lateinische Name lautete Alisontia. Dort heißt es: Nicht geringer als sie streift durch fette Gebreite Segen begründend die Elz vorbei an fruchtbaren Ufern.

## Verkehrswege/Wanderwege
Nur entlang des Oberlaufes bis Monreal gibt es eine Verkehrsstraße, der Unterlauf liegt idyllisch im tiefen Tal und kann zu Fuß oder zum Teil per Fahrrad erkundet werden. Eine Wanderroute von Monreal bis zur Mosel ist gut beschildert und bildet einen Teil des Jakobsweges. Die gesamte Strecke ist etwa 33 km lang. Es besteht aber die Möglichkeit, an folgenden Punkten die Wanderung zur Mosel zu beginnen:
- An der Lohbrücke zwischen Düngenheim und Kehrig (26 km), 50° 15′ 59,7″ N, 7° 11′ 55,3″ O
- An der Kehriger Mühle zwischen Kaifenheim und Kehrig (22 km),50° 15′ 43,9″ N, 7° 13′ 39,8″ O
- An der Brückenmühle zwischen Roes und Kollig (17 km), 50° 15′ 7″ N, 7° 16′ 12″ O
- An der Pyrmonter Mühle zwischen Roes und Pillig (13 km), 50° 14′ 11,1″ N, 7° 17′ 28,9″ O
- In Möntenich (10 km), 50° 13′ 29,1″ N, 7° 18′ 17,9″ O